# Almegårds Kaserne
Almegårds kaserne er Hærens eneste kaserne på Bornholm. 
Kasernen er etableret umiddelbart efter 2. verdenskrig i 1946 af Hærens Bygningstjeneste og bestod af store og lille Almegård samt fire andre mindre bygninger. Senere blev der etableret et stort antal barakker til indkvartering af soldaterne. 
Den 1. april 1952 flyttede Bornholms Værn ind på kasernen hvor det blev frem til Værnets opløsning i 2000. I dag er Gardehusarregimentets 3 Opklaringsbataljon (III/GHR) garnisoneret på kasernen. Nær kasernen oprettede KFUMs Soldatermission et soldaterhjem i fritidshjemmet på kasernen, og den 5. april 1970 etableredes et egentligt soldaterhjem udenfor kasernens område.

## Eksterne links
- Rønne byarkiv.dk: Almegårds Kaserne Arkiveret 9. januar 2015 hos  Wayback Machine

|  | Denne artikel om en bygning eller et bygningsværk kan blive bedre, hvis der indsættes et (bedre) billede. Du kan hjælpe ved at afsøge Wikimedia Commons for et passende billede eller lægge et op på Wikimedia Commons med en af de tilladte licenser og indsætte det i artiklen. |

55°07′19″N 14°43′08″Ø / 55.1219°N 14.7189°Ø